# 毛里西奧·萊莫斯
保罗·莫利斯奧·萊莫斯·梅拉德特（西班牙語：Paolo Mauricio Lemos Merladett；1995年12月28日—），是一位烏拉圭足球員，現時效力土超球隊費倫巴治和烏拉圭 U23。司職中堅。

## 球會生涯

### 防衛者體育
萊莫斯於烏拉圭里韋拉出生，少時加入迪芬沙士砵亭的青年軍。2014年1月6日，他獲提升至一線隊。
5月11日，萊莫斯在對陣蒙得維的亞流浪者時，首次為球隊上陣比賽，但球隊以1比2落敗。他在一線隊的首季只是上陣2次，並未得到太多上陣機會。次季，他的上陣次數因患上闌尾炎和烏拉圭 U20的徵召而受限制，但與首季相比，他得到更多上陣機會。

### 魯賓卡山
2015年7月3日，萊莫斯被外借至俄羅斯足球超級聯賽球會喀山魯賓，為期一年。他於8月3日對陣莫斯科斯巴達克時首次替球隊上陣，可是球隊作客以0比1落敗。
為球隊上陣8場後，喀山魯賓決定簽下萊莫斯。

### 拉斯彭馬斯
2016年1月28日，萊莫斯被外借至西班牙甲組足球聯賽球隊拉斯彭馬斯，合約設有買斷條款。2月20日，他在對陣巴塞隆納時，首次代表球隊上陣，他於下半場入替莊拿芬·韋拉，但球隊以1比2落敗。
5月6日，拉斯彭馬斯正式簽下萊莫斯，合約為期5年。

### 萨索洛
2018年1月23日，意甲萨索洛足球俱乐部官方宣布莱莫斯租借加盟，租借期至赛季末，租借合同附带买断条款。据报道，租借金额可能为一百万欧元，但买断条款内容不明确。半个赛季中，他代表萨索洛出场8次，打进1球。6月29日，拉斯帕尔马斯宣布，萨索洛俱乐部激活了租借合同中的延期租借条款，莱莫斯将继续租借效力萨索洛一年。

## 榮譽

### 國家隊
烏拉圭 U23
- 泛美運動會金牌：2015年

## 外部連結
- Soccerway資料庫：毛里西奧·萊莫斯